# Яніковиці (Краківський повіт)
Яніковиці (пол. Janikowice) — село в Польщі, у гміні Сломники Краківського повіту Малопольського воєводства.
Населення — 188 осіб (2011).
У 1975-1998 роках село належало до Краківського воєводства.

## Демографія
Демографічна структура станом на 31 березня 2011 року:
|          | Загалом | Допрацездатний вік | Працездатний вік | Постпрацездатний вік |
| -------- | ------- | ------------------ | ---------------- | -------------------- |
| Чоловіки | 92      | 23                 | 54               | 15                   |
| Жінки    | 96      | 21                 | 54               | 21                   |
| Разом    | 188     | 44                 | 108              | 36                   |